# Heroes of Might and Magic III
Heroes of Might and Magic III: The Restoration of Erathia (también conocido como Heroes III y HoMM3) es un videojuego de estrategia por turnos desarrollado por Jon Van Caneghem mediante New World Computing y publicado originalmente para Microsoft Windows por the 3DO Company el 28 de febrero de 1999. Hacia fines de ese año y el 2000 se realizaron ports para distintos sistemas operativos y videoconsolas, entre estos una versión para Linux, Mac, y una para Dreamcast que posteriormente se canceló. Esta es la tercera entrega de la serie Heroes of Might and Magic, se ubica cronológicamente junto a Might and Magic VI: The Mandate of Heaven (1998) y sirve como precuela para el Might and Magic VII: For Blood and Honor (1999). El jugador puede optar por jugar a través de siete campañas diferentes que cuentan la historia del videojuego, o jugar en un escenario contra personas o la inteligencia artificial.
La jugabilidad es muy similar a la de sus predecesores, donde el jugador controla a un número de héroes que comandan un ejército de criaturas inspiradas en mitos y leyendas, todo ello perteneciente al universo de Might and Magic. El modo de juego está dividido en dos secciones, la exploración táctica por tierra y un sistema de combate por turnos. El jugador crea un ejército utilizando recursos y desarrolla ciudades en uno de los ocho tipos de facciones. El héroe también adquiere experiencia a medida que entra en combate con monstruos y héroes enemigos. Las condiciones de victoria varían dependiendo del mapa, incluyendo la conquista y captura de todas las facciones y enemigos, recolección de una cierta cantidad de recursos, o encontrar el artefacto grial.
Tras su lanzamiento, Heroes III recibió aclamación y elogios por parte de la crítica especializada. El videojuego contó con las expansiones Heroes of Might and Magic III: Armageddon's Blade (1999) y Heroes of Might and Magic III: The Shadow of Death (2000). En el 2000 se publicó una versión especial titulada Heroes III Complete, la cual incluía el juego original y sus dos expansiones. En diciembre de 2014 Ubisoft anunció una versión en HD. Esta se lanzó el 29 de enero de 2015 para Microsoft Windows, iOS y Android, y contiene gráficos actualizados, así como compatibilidad con pantalla ancha. No obstante, las expansiones no se relanzaron debido a la pérdida de su código fuente.

## Sistema de juego
La jugabilidad consiste en la exploración estratégica del mapa y el combate táctico por turnos. El juego desarrolla las ideas previamente establecidas en la saga, donde el jugador controla un número de héroes que actúan como generales y comandan tropas que contienen diversos tipos de criaturas inspiradas en mitos y leyendas. Gran parte de los mapas cuentan con dos planos, uno terrestre y otro subterráneo, y por lo general hay puertas que los enlazan. Los mismos tienen una gran variedad de construcciones, tesoros, monstruos, minas y recursos que sirven de recompensa para quienes exploran de manera exhaustiva. Frecuentemente un jugador debe localizar y capturar minas para recibir recursos de manera periódica, necesarios para el desarrollo de las ciudades. El jugador también debe mejorar las habilidades de sus héroes por medio de la lucha contra criaturas y héroes enemigos, la adquisición de artefactos y la visita a determinadas estructuras en el mapa. A los héroes se les da la opción de elegir habilidades a la hora de subir de nivel. Las mismas deben ser elegidas de manera minuciosa ya que estas son permanentes y solo se pueden aprender un número limitado de ellas.
En las ciudades uno puede realizar diversas funciones, como reclutar héroes, unidades y crear edificios. Estas ciudades proporcionan fondos, nuevos hechizos y una lugar fortificado para hacer una última resistencia contra un héroe invasor enemigo. Es necesario el oro y uno o más tipos de recursos para crear nuevas estructuras dentro de la ciudad. La mayoría de las estructuras necesitan madera y minerales para construirlas, pero las edificaciones más costosas también pueden necesitar de recursos más escasos, como el mercurio, cristal, gemas o azufre. Todas las facciones necesitan una desproporcionada cantidad de uno de estos recursos especiales, lo que hace que la adquisición de sus respectivas minas sea un pilar esencial para la victoria. Estos mismos recursos también son necesarios para contratar las criaturas más poderosas de cada facción. Los ocho bandos disponibles en el videojuego son clasificados como buenos, malos y neutrales. Cada una cuenta con siete criaturas básicas, y cada una de ellas puede transformarse en una variante más poderosa. Cada facción también cuenta con dos tipos de héroes, uno más inclinado hacia la fuerza (combate), y otro orientado hacia la magia. Algunas ciudades tienen una predisposición a la fuerza o la magia, y las inclinación de las clases de los héroe pueden ser simplemente una cuestión de grados. El jugador puede completar o ganar en un mapa tras cumplir los objetivos que este establece. Estos pueden incluir la conquista de facciones, la recolección de cierta cantidad de recursos, o reconstruir un rompecabezas para encontrar la ubicación de un artefacto grial. Si un jugador pierde todos sus héroes y castillos, pierde el juego.

## Mapa
El mapa está compuesto por montañas y bosques que son infranqueables para los héroes, por este motivo el mundo del juego resulta ser un laberinto ramificado, en el que los movimientos no siempre son linealmente predecibles: algunos territorios solo se pueden alcanzar pasando por un camino difícil, o camino no obvio concebido por el autor del mapa. En sus pasajes estrechos, es posible que otros héroes bloqueen el camino, lo que puede usarse para imponer una pelea contra el oponente. El mapa del juego está dividido en dos niveles, la superficie y el subterráneo, en los que uno puede pasar de uno a otro mediante portales. El plano subterráneo está compuesto por cavernas de roca sólida y están diseñados como una red de túneles conectados a la superficie en varios lugares, que brindan ventajas tácticas adicionales al luchar contra los oponentes. Al comienzo del juego, todo el mapa está oculto por territorio inexplorado; al explorar, el territorio revelado por los héroes permanece visible hasta el final del juego.
La velocidad de movimiento del héroe en el mapa (es decir, el camino recorrido por el héroe en un turno del jugador) es uno de los factores estratégicos más importantes, ya que no solo determina el tiempo requerido para lograr objetivos tácticos para capturar castillos, minas y recursos, sino también predetermina quién tendrá la iniciativa estratégica en sus manos: un héroe más rápido tiene más oportunidades de imponer una batalla o evitarla, y al tener tiempo para recorrer un largo camino en un turno, puede atacar ciudades o héroes enemigos que no estén preparados para la defensa. La velocidad depende simultáneamente de muchos factores: el tipo de terreno por el que discurre la ruta (un pantano, la nieve y la arena ralentizan especialmente el movimiento), la presencia de carreteras, la velocidad de las criaturas en el ejército del héroe (incluso una criatura lenta ralentiza todo el ejército), la presencia de habilidades especializadas, artefactos y hechizos en el héroe. La velocidad también se ve afectada por la afiliación racial de las criaturas a un determinado territorio. Todas las criaturas en el juego pertenecen a un cierto tipo de paisaje: para las criaturas del tipo de ciudad Castillo es hierba, para la ciudad de Infierno es lava. Por ejemplo, las criaturas del pantano de la ciudad Fortress no tienen penalización cuando se mueven a través de un pantano, y si solo hay estas criaturas en el ejército, el héroe se mueve a través del pantano a la misma velocidad que a través de la hierba.
Además de los tipos habituales de terreno, un mapa de aventuras puede incluir mar, que tiene sus propias características y propiedades específicas. Por lo general, el héroe se mueve a través del mar en un barco, o usa algunos hechizos y artefactos para esto. El barco se puede comprar en el astillero, un edificio especial en el mapa y en varias ciudades donde se puede construir. El hechizo Invocar barco te permite convocar un barco desde otro lugar sin gastar dinero. Según el nivel de la habilidad "Magia del agua" o la presencia de algunos artefactos, este hechizo convoca a un barco ya construido al lugar correcto (lo que puede requerir varios intentos) o incluso crea un nuevo barco de la nada. Al subir y bajar del barco, el héroe tiene que gastar todas las reservas de movimientos que le quedan para el día actual.

## Recursos
Hay siete tipos de recursos en Heroes of Might and Magic III. El oro es el principal recurso necesario para una realizar una amplia variedad de actividades, mientras que la madera y el mineral se utilizan para la mayoría de los edificios de las ciudades. El mercurio, el azufre, los cristales y las gemas son recursos especialmente valiosos necesarios para edificios especiales y para contratar criaturas de alto nivel.
La principal fuente de oro son las ciudades que controla el jugador: cada ciudad trae una cierta cantidad de oro diariamente, dependiendo de su nivel de desarrollo. Los edificios especiales en las ciudades pueden traer otros tipos de recursos. En el mapa de aventuras, los recursos se pueden obtener con mayor frecuencia usando minas . Un jugador que captura una mina con la ayuda de un héroe recibe una cantidad fija de recursos de cierto tipo por día. También existen numerosas fuentes irregulares de recursos. A menudo, los recursos se pueden encontrar dispersos por el mapa en montones que los héroes recolectan. Pueden servir como recompensa por completar una determinada tarea en el mapa o se pueden obtener de fuentes actualizadas periódicamente, como un molino de agua. Los recursos también traen algunos artefactos y héroes con ciertas habilidades. En cualquier ciudad, puedes construir un Mercado para intercambiar un recurso por otro. Como regla, un Mercado no trae beneficios, pero si construyes Mercados en una gran cantidad de ciudades disponibles, entonces el tipo de cambio será más aceptable. En el mapa de aventuras, también puedes encontrar el Mercado con ofertas constantemente rentables.

## Recepción
Héroes of Might and Magic 3 ha recibido la aclamación universal de la crítica y del público, siendo considerado, junto con sus expansiones, como uno de los hitos en su género, el mejor de su saga y uno de los mejores videojuegos de estrategia y rol táctico por turnos de todos los tiempos; cuenta con una puntuación de 9,2 de 758 críticas de usuarios en la web Metacritic. Destacan sus mecánicas y jugabilidad, tanto en el mapa de campaña como en la batalla, desarrollo de ciudades y personajes/héroes, gráficos -simples pero adecuados al género- y su entorno de fantasía remota medieval que ha envejecido ciertamente de manera muy favorable, a pesar de los años transcurridos desde su lanzamiento, siendo un título a priori fácilmente jugable, muy adictivo, y, a la vez, difícil y exigente a niveles medio/altos, lo que supone que cuenta con una curva de aprendizaje subjetiva importante y muchas horas jugables. 
La gran variedad de habilidades, recursos, ítems de personajes y héroes y opciones de exploración, junto con el gran número de mapas y campañas (contando las expansiones), y el gran número de civilizaciones y unidades propias lo convierten en un título tremendamente adictivo con cientos de horas de juego no repetitivas y con una excelente jugabilidad. 
Destacó igualmente la BSO del juego, que caracteriza adecuadamente las diferentes facciones en sus respectivas ciudadelas, así como el sonido tanto del mapa de campaña como de batalla.